# 't Veld (Hollands Kroon)
 't Veld is een dorp in de Westfriese gemeente Hollands Kroon in de provincie Noord-Holland. Het dorp heeft 2.260 inwoners. Tot 1970 vormde 't Veld met de dorpen Zijdewind en Oude Niedorp de gemeente Oude Niedorp.

## Geschiedenis
De plaatsnaam komt voort uit een open plek in het veld. De eerste bebouwing kwam langs het Rijderdijkje wat de eerste bewoners beschermde tegen het water. Later is dat water ingepolderd, zoals de Leyerpolder, de Tjaddinxrijterpolder en de polder Ooster- en Westerkoggen.
Het Rijderdijkje had in het verleden een andere loop dan nu de Rijdersstraat heeft. Op de hoge terp heeft vroeger een eeuwenoude boerderij gestaan. De ramen en de voordeur van deze boerderij lagen aan de achterkant. Het dijkpad heeft wellicht op die hoogte een bocht naar het zuiden genomen, de boerderijen die nu verder van de Rijdersstraat af liggen, hebben vermoedelijk in het verre verleden aan dit dijkpad gelegen.
Er voerde eind 1700 geen behoorlijke weg naar het oude kerkgebouw in 't Veld, dat gesitueerd was op de plek, waar ook de huidige kerk staat. Kerkgangers moesten het bereiken via een modderpad, dat vanaf de Weel leidde door het land tot achter de boerderij Rijderstraat 20 en vervolgens over het Rijderdijkje, dat uit kwam bij een boerderij vanwaar een pad liep naar de kerk. In 1818 werd de eerste verharde weg aangelegd, de Rijdersstraat, tot aan de kerk. Het tweede gedeelte vanaf de kerk naar de Kolonie, te weten de Westerweg, kwam pas in 1868 tot stand. In 1874 legde een veehouder in zijn eentje de Zwarteweg aan.

## Kerk
In het dorp staat de katholieke Martinuskerk uit 1854. De preekstoel is van 1866 en het orgel van 1871.

## Scholen
Vroeger stond naast de kerk de r.-k. Jongensschool, terwijl de meisjes les kregen in de Mariaschool aan de Rijdersstraat waarin later een gemengde school was gevestigd.
De Tjaddinxschool (1976) en de Mariaschool zijn samengegaan in een nieuw gebouwd gebouw, op de plaats waar de Tjaddinxschool stond. De nieuwe naam is 'de Marinx'. Dit is een samenvoeging van de namen 'Maria' en 'Tjaddinx'. De Marinx en het dorpshuis van 't Veld zitten gezamenlijk in een gebouw. Dit gebouw heet het Veldzicht. (2014)

## Evenementen en feesten
- "Paaspop in 't Veld", met Pasen
- Pinksterkermis
- Avond4daagse 't Veld-Zijdewind, in juni
- Veldpop, muziekevenement in november

## Bezienswaardigheden
- De Martinus Kerk

## Sportclubs
- VV VZV (Voetbalvereniging 't Veld Zijdewind Vooruit)
- Atletiek vereniging de Tav'80
- Handbal vereniging JuRo Unirek/VZV
- Tennisvereniging TC de Kogge